# Manfred Jassmann
Manfred Jassmann (* 6. Juli 1952 in Korbach) ist ein ehemaliger deutscher Boxer.

## Amateur
Manfred Jassmann, Sohn eines Bauern und Bruder von Reinhard Jassmann, bestritt in seiner langjährigen Amateurlaufbahn 184 Kämpfe mit 142 Siegen, 35 Niederlagen und sieben Unentschieden. Im Oktober 1979 wurde er wegen einer Schlägerei zu einer Freiheitsstrafe von zwei Monaten sowie einer Bewährung von drei Jahren und zu einer Geldbuße verurteilt. 1980 gewann er die Deutsche Meisterschaft im Mittelgewicht. Er nahm an drei Amateureuropameisterschaften teil: 1977 in Halle scheiterte er ebenso wie 1979 in Köln schon in der ersten Runde, dort am Rumänen Valentin Silaghi. Bei der EM im Mai 1981 in Tampere unterlag er im Viertelfinale.

## Profikarriere
Schon einen Monat später, am 12. Juni 1981, debütierte er im Alter von bereits 29 Jahren bei den Profis. 1982 gewann er gegen Uwe Meinicke den deutschen Meistertitel im Halbschwergewicht.
Am 9. Juli 1983 trat der von Wilfried Sauerland als Promoter betreute Boxer in Frankfurt am Main gegen den niederländischen Europameister Rudy Koopmans an. Koopmans, in dessen Ringecke der ehemalige Weltmeister Eckhard Dagge kurzfristig als Sekundant eingesprungen war, schlug den Deutschen in der achten Runde zu Boden, bis dahin besaß Jassmann den Punktrichtern zufolge Vorteile, obwohl er sich eine Augenbrauenverletzung zugezogen hatte. In der vierten Runde wackelte der Niederländer. Jassmann sprach anschließend davon, erst bei drei gemerkt zu haben, dass der Ringrichter in anzählte. „Wenn zwei Boxer hart schlagen, ist das K.o.-Risiko groß. Diesmal war ich der Unglücklichere“, sagte er über seine (Amateurkämpfe eingenommen) erste K.-o.-Niederlage. Jassmann erhielt für den EM-Kampf eine Börse von 40 000 D-Mark. Auch die zweite EM-Chance im September 1984 gegen Alex Blanchard aus den Niederlanden konnte er nicht nutzen, wieder verlor er vorzeitig in der vierten Runde. Eine Minute und 20 Sekunden vor dem Ende der vierten Runde warf Jassmanns Trainer Uli Resties das Handtuch, als sich sein Schützling in Bedrängnis befand. Diese Entscheidung sorgte bei Promoter Sauerland und Fachleuten am Ring für Unverständnis. Jassmann selbst war der Meinung, dass er sich von dieser schwierigen Lage erholt hätte. Resties erklärte, er habe seinen Boxer vor Schlimmerem bewahren wollen.
Im Dezember des Jahres '84 besiegte er Ralf Rocchigiani im Kampf um die Deutsche Meisterschaft, im Rückkampf 1985 verteidigte er seinen Titel durch ein Unentschieden. Im Oktober 1986 war sein Herausforderer dann dessen Bruder Graciano, an den Jassmann seinen Titel nach Punkten verlor.
Im Januar 1987 gewann er gegen Werner Pelz die vakante Deutsche Meisterschaft im Schwergewicht. Am 22. April 1987 boxte er gegen den Briten Sammy Reeson in der Londoner Royal Albert Hall um die erstmals vergebene Europameisterschaft im Cruisergewicht, doch auch sein dritter Anlauf auf einen EM-Titel war nicht erfolgreich. Im dritten Duell mit Ralf Rocchigiani, mittlerweile Deutscher Meister im Cruisergewicht, unterlag er diesmal nach Punkten.
Am 17. Dezember 1988 durfte er ein viertes Mal um die Europameisterschaft kämpfen, Titelverteidiger im Schwergewicht war der Italiener Francesco Damiani. Jassmann war jedoch chancenlos und verlor durch K. o. in der dritten Runde.
1990 verlor er dann seinen deutschen Schwergewichtstitel an Markus Bott und beendete wenig später seine Karriere. Anfang November 1993 wurde Jassmann wegen gefährlicher Körperverletzung zu einer dreijährigen Haftstrafe verurteilt.

### Erfolge
- Deutscher Meister im Halbschwergewicht, Cruisergewicht und Schwergewicht